# Линия 17 (Парижское метро)
Линия 17 (фр. Ligne 17 du métro de Paris) — строящаяся линия Парижского метрополитена. Запуск линии ожидается поэтапно в 2026—2030 годах.

## История
Проект линии был представлен президентом Франции Николя Саркози в 2009 году.
В 2014 году был представлен окончательный проект, актуальный и сейчас, тогда же линии был дан номер 17.

## Строительство
Строительство линии должно начаться в 2016 году.

## Карта линии

17 линия показана салатовым цветом.